# واماندگی

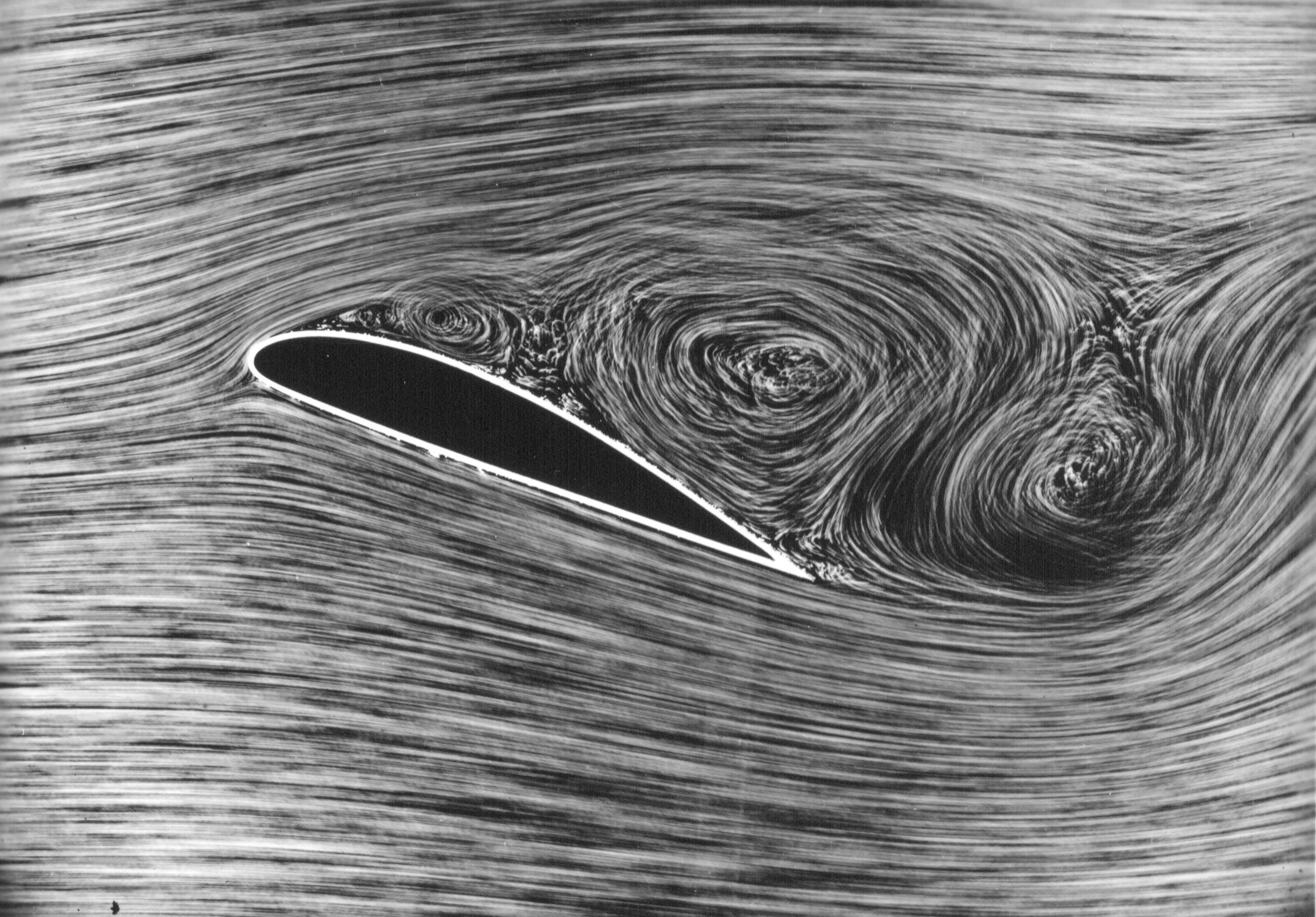
جریان هوا که از روی یک ایرفویل با زاویه حمله بالا جدا شده‌است، حالتی که در واماندگی رخ می‌دهد

واماندگی (به انگلیسی: Stall)، در دینامیک سیالات، کاهش ضریب برآر (Lift) است که به علت افزایش زاویه حمله توسط یک فویل ایجاد می‌شود. این پدیده زمانی اتفاق می‌افتد که زاویه حمله از مقداری بحرانی عبور کند. زاویه حمله بحرانی معمولاً ۱۵ درجه می‌باشد، اما این زاویه در سیالات و فویل‌های مختلف و تغییر عدد رینولدز ممکن است به مقدار قابل توجهی تغییر کند.
در هوانوردی، واماندگی یا دکروشاژ (فرانسوی: Décrochage)، به وضعیتی از هواگرد یا هواپیما در هنگام پرواز اشاره می‌کند. واماندگی وضعیتی است که در آن، جریان هوا از لایهٔ مرزی سطح برآیِ هواپیما (مانند بال‌ها) جدا می‌شود. در این حالت نیروی برآ، به شدت کاهش می‌یابد و اصطکاک با هوا به شدت افزایش می‌یابد.

## تعاریف رسمی واماندگی

واماندگی در آیرودینامیک یا هوانوردی به حالتی گفته می‌شود که اگر زاویه حمله از مقداری مشخص افزایش یابد ضریب برآ شروع به کاهش می‌کند. زاویه ای که این اتفاق شروع می‌شود زاویه حمله بحرانی خوانده می‌شود. زاویه بحرانی به شکل مقطع ایرفویل یا پروفیل بال هواپیما، پلنفرم (نمای کلی بال هواپیما از بالا یا پایین) و نسبت طول به عرض آن و دیگر عوامل بستگی دارد اما معمولاً در محدوده ۸ تا ۲۰ درجه نسبت به هوای ورودی برای جریان‌های زیرصوت متغیر است.
واماندگی به دلیل جدایش جریان رخ می‌دهد که خود به دلیل جریان پیدا کردن هوا در مقابل یک فشار در حال افزایش اتفاق می‌افتد.

## انواع واماندگی
دو نوع واماندگی در پروازهای غیر جت مورد توجه هستند:

حالت عادی پرواز بالا، واماندگی پایین

- سرعت پایین
- بالا بودن زاویهٔ حمله[۲]

### واماندگی به دلیل سرعت پایین
این پدیده در هنگامه نشستن یا برخاستن هواپیما رخ می‌دهد. به دلیل کم بودن ارتفاع برای بازگشت به حالت اولیه این پدیده بسیار خطرناک است. این واماندگی معمولاً از قسمت‌های تحتانی هواپیما شروع شده و رو به جلو حرکت می‌کنند.

### واماندگی به دلیل زاویه حمله بالا
این نوع واماندگی، دارای شتاب است و با زاویه حمله رابطه مستقیم دارد. نقاط نوک تیز برای روی بدنهٔ هواپیما به این نوع واماندگی کمک می‌کنند. بالا رفتن سریع زاویه حمله به جریان هوا اجازهٔ حرکت به سمت جلوی ماهی‌واره را نمی‌دهد و اینجا است که جریان هوا از سطح برا جدا می‌شود. برای جلوگیری از این پدیده در ارتفاعات نامناسب نباید به سرعت رو به بالا حرکت کرد.
یکی از واماندگی‌های مربوط به زاویه، واماندگی سرچکشی نام دارد. سرچکشی نوعی واماندگی است که بر اثر اوج‌گیری هواپیما با زاویهٔ بسیار تند و حداقل توان موتور ایجاد می‌شود و همراه با حداکثر جابه‌جایی سکان عمودی و چرخشی سریع حول محور انحراف سمت yaw axis است و پس از آن هواپیما به وضعیت شیرجه در می‌آید و فروخیز می‌کند.

## سرعت واماندگی
سرعت واماندگی یا سرعت حداقل، سرعتی است که اگر هواپیما از آن کمتر حرکت کند با خطر سقوط مواجه خواهد. سرعت واماندگی را می‌توان با استفاده از روش محاسبه نیروی بُرّا بدست آورد.
{\displaystyle L={\tfrac {1}{2}}\rho v^{2}AC_{L}}
که در آن
- L نیروی بُرّا،
- ρ چگالی هوا،
- v سرعت هوا،
- A مساحت ماهی‌واره،
- {\displaystyle C_{L}} ضریب نیروی بُرّا با توجه به زاویهٔ حمله، عدد ماخ و عدد رینولدز مشخص است.[۶]

پس از آن با قرار دادن بالاترین میزان ضریب {\displaystyle C_{L_{max}}}، و جابه‌جایی سرعت به یک سمت و بقیه عناصر معادله به سمت دیگر به دست می‌آوریم:
{\displaystyle V_{s}=V_{min}={\sqrt {{2L} \over {\rho C_{L_{max}}A}}}}
که در آن:
- L نیروی بُرّا،
- ρ چگالی هوا،
- {\displaystyle V_{s}} سرعت واماندگی، {\displaystyle V_{min}} سرعت حداقل
- A مساحت ماهی‌واره،
- {\displaystyle C_{L_{max}}} بالاترین ضریب نیروی بُرّا[۷]